# Eugnesia balteata
Eugnesia balteata är en fjärilsart som beskrevs av W. Warren 1902. Eugnesia balteata ingår i släktet Eugnesia och familjen mätare. Inga underarter finns listade i Catalogue of Life.